# فیروزآباد طایمه
فیروزآباد طایمه، روستایی از توابع بخش مرکزی شهرستان نهاوند در استان همدان ایران است.

## جمعیت
این روستا در دهستان طریق الاسلام قرار دارد و براساس سرشماری مرکز آمار ایران در سال ۱۳۹۵، جمعیت آن ۲۳۹ نفر (۷۵خانوار) بوده‌است.